# Апел
Апел (њем. Appel) општина је у њемачкој савезној држави Доња Саксонија. Једно је од 42 општинска средишта округа Харбург. Према процјени из 2010. у општини је живјело 1.958 становника. Посједује регионалну шифру (AGS) 3353001.

## Географија
Апел се налази у савезној држави Доња Саксонија у округу Харбург. Општина се налази на надморској висини од 40 метара. Површина општине износи 15,4 km². У самом мјесту је, према процјени из 2010. године, живјело 1.958 становника. Просјечна густина становништва износи 127 становника/km².